# Argyropeza divina
Argyropeza divina là một loài ốc biển, là động vật thân mềm chân bụng sống ở biển thuộc họ Procerithiidae.